# Кирилловский уезд
Кири́лловский уе́зд — один из уездов Российской империи, Новгородской губернии и наместничества (1776—1918), а затем Череповецкой губернии (1918—1927). Центр — город Кириллов.

## География
Уезд располагался на северном берегу Белого озера. Граничил с Белозерским и Череповецким уездами, Вытегорским и Каргопольским уездами Олонецкой губернии, Кадниковским уездом Вологодской губернии.

### Современное положение

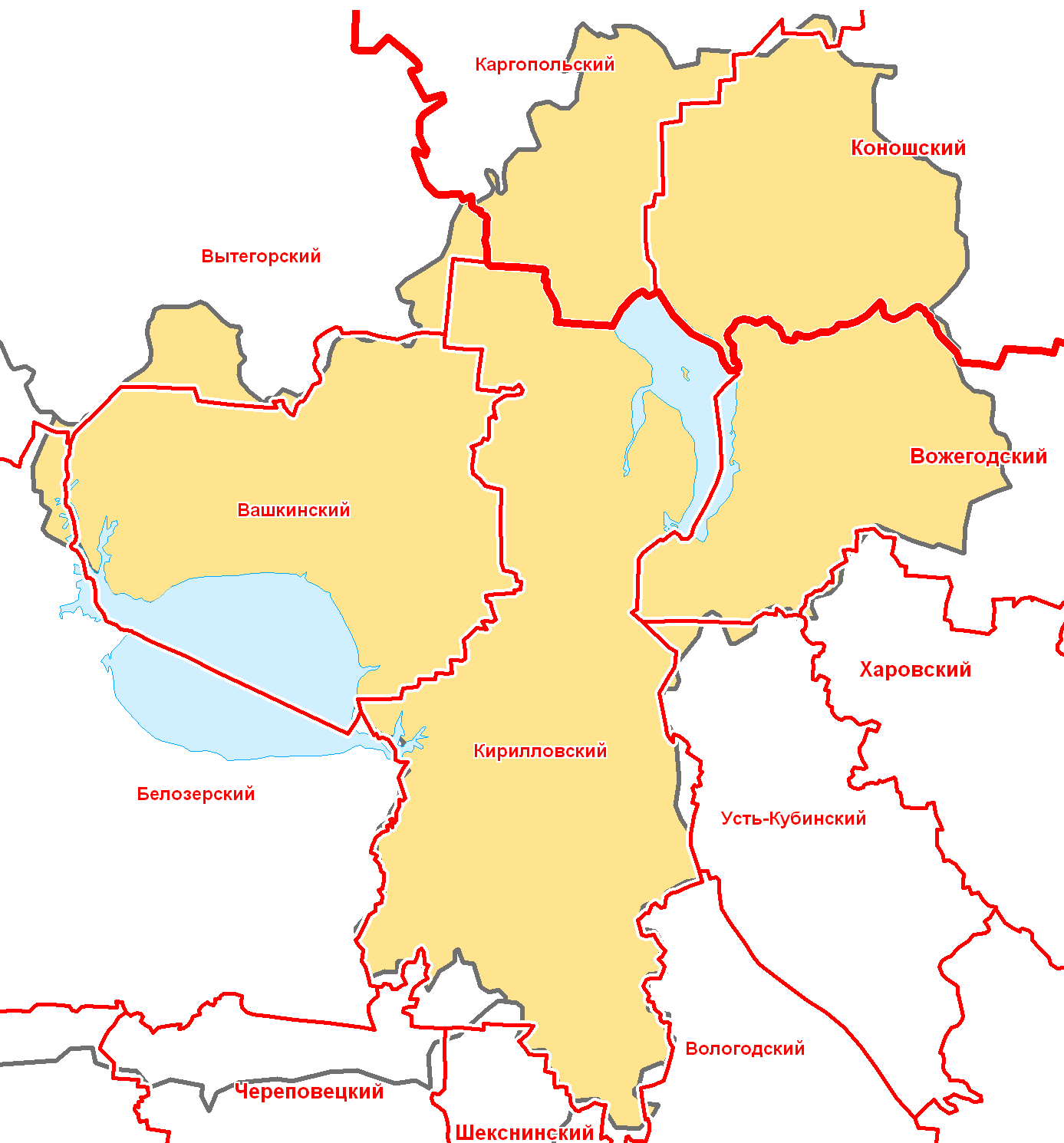
Кирилловский уезд в современной сетке районов

В настоящее время территория уезда (в границах на 1917 год) входит в состав Вашкинского, Вожегодского и Кирилловского районов Вологодской области и Каргопольского и Коношского районов Архангельской области России.

## История

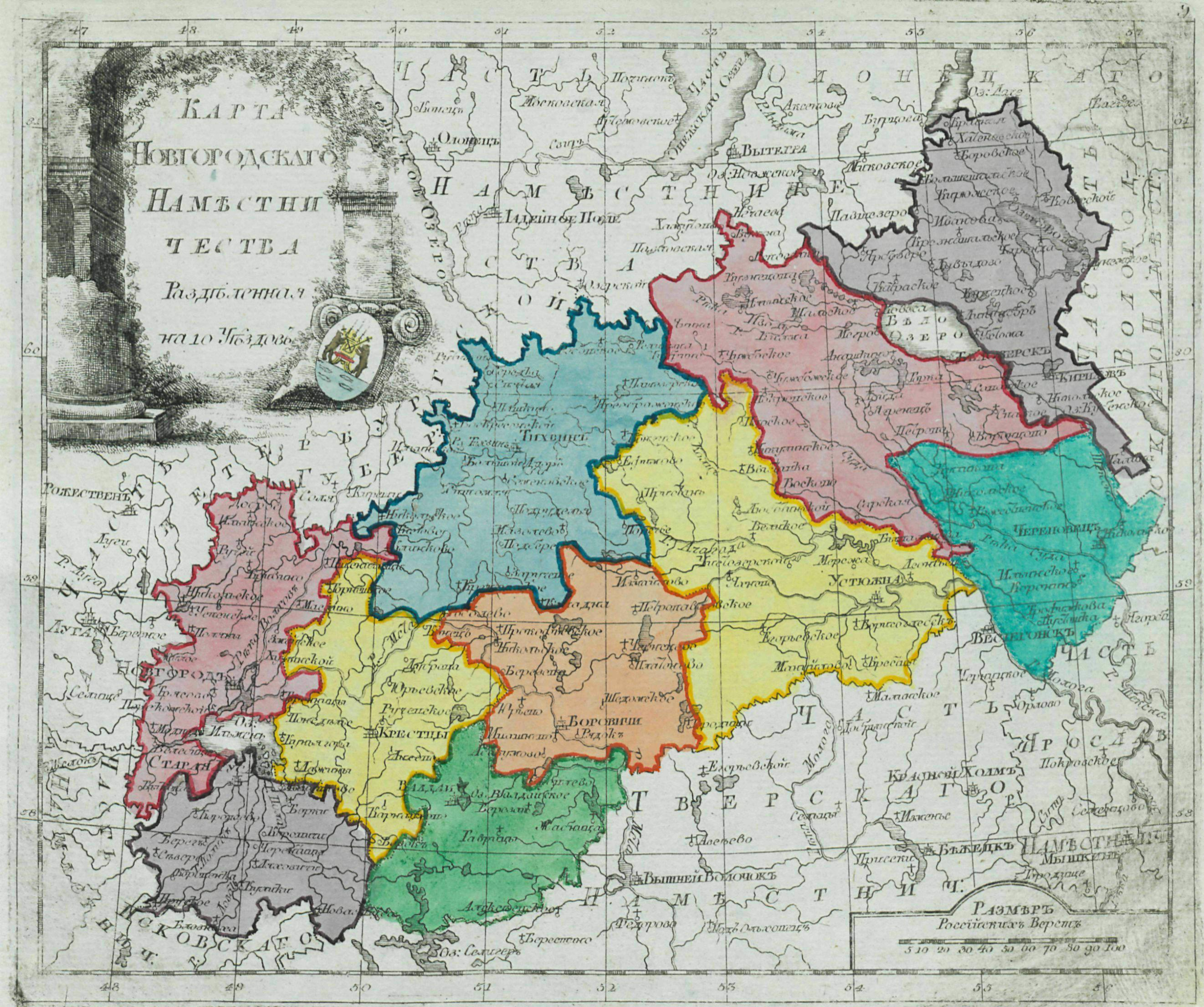
Кирилловский уезд, 1792 год

С XV века на этих землях находилась Чарондская округа, с 1727 года по 1770 год существовал Чарондский уезд Белозерской провинции. Кирилловский уезд был выделен из Белозерского уезда Новгородской губернии в 1776 году. 
С 1918 года Кирилловский уезд был в составе Череповецкой губернии. В феврале 1919 года часть Кирилловского уезда отошла к Каргопольскому уезду (Введенская, Казанская, Пунемская, Тигинская и Хотеновская волости) Олонецкой губернии и к Кадниковскому уезду (Огибаловская и Ратковецкая волости) Вологодской губернии.
В 1927 году Кирилловский уезд был упразднён, а территория вошла в состав Вашкинского, Петропавловского (позднее Чарозерского) и Кирилловского районов Череповецкого округа Ленинградской области.

## Демография
В 1897 году население Кирилловского уезда составляло 120 004 человека, в 1905 году — 122 689, а в 1911—131 819.
| Волость           | Центр             | 1905 год    | 1905 год | 1911 год    | 1911 год |
| Волость           | Центр             | Нас. пункт. | Жителей  | Нас. пункт. | Жителей  |
| ----------------- | ----------------- | ----------- | -------- | ----------- | -------- |
| Бураковская       | д. Бураково       | 73          | 6990     | 75          | 7140     |
| Введенская        | с. Климовское     | 51          | 6480     | 57          | 6633     |
| Вогнемская        | с. Вогнема        | 68          | 4923     | 82          | 5739     |
| Волокославинская  | с. Благовещенское | 82          | 9003     | 93          | 9490     |
| Воскресенская     | д. Огибалово      | 28          | 5423     | 32          | 4629     |
| Зауломская        | сл. Горицкая      | 60          | 7052     | 68          | 7426     |
| Казанская         | д. Бекетовская    | 46          | 6212     | 47          | 6828     |
| Монастырская      | д. Монастырская   | 85          | 4377     | 94          | 5073     |
| Никольская        | д. Кречетово      | 64          | 6245     | 72          | 6435     |
| Островская        | д. Остров         | 85          | 4240     | 98          | 4476     |
| Петропавловская   | д. Ольховицы      | 86          | 5600     | 89          | 6018     |
| Печенгская        | д. Дураково       | 38          | 3472     | 39          | 3656     |
| Покровская        | с. Покровское     | 82          | 3630     | 89          | 5496     |
| Прилуцкая         | д. Коварзино      | 72          | 3763     | 79          | 4099     |
| Пунемская         | д. Покровская     | 30          | 4315     | 32          | 4915     |
| Ромашевская       | д. Ромашево       | 60          | 3090     | 62          | 3213     |
| Спасская          | д. Иванов Бор     | 45          | 4766     | 51          | 5911     |
| Талицкая          | с. Талицы         | 66          | 9104     | 71          | 8947     |
| Тигинская         | д. Левинская      | 24          | 4228     | 27          | 4332     |
| Ухтомо-Вашкинская | с. Вашки          | 50          | 4123     | 50          | 4683     |
| Ферапонтовская    | д. Ферапонтовская | 84          | 8725     | 96          | 9065     |
| Хотеновская       | д. Кононово       | 27          | 2971     | 27          | 3479     |
| Шубачская         | д. Булдаково      | 78          | 3957     | 81          | 4136     |
| Итого             |                   | 1384        | 122 689  | 1511        | 131 819  |

## См также
- Чаронда